# Подељено лице (филм)
Подељено лице (енгл. Face Divided) је амерички филм настао 2011. године.

## Радња
У лето 1989. Године, двадесетједногодишња девојка Деби је млада супруга и мајка. Очајнички чезне да буде безбрижна. Живи у болничкој соби јер је њена четворогодишња ћерка озљеђена у саобраћајној несрећи. У њеној садашњој ситуацији се осећа беспомоћно. Једино у чему Деби проналази утеху је њен супруг Фреди.

## Улоге
| Глумац             | Улога           |
| ------------------ | --------------- |
| Кристина Броколини | Деби Иронс      |
| Кармин ДиБенедето  | Фреди Иронс     |
| Елен Дејвид        | Нурс Сју Вилкок |